# Morley Moussala
 (avril 2023).
Pour les articles homonymes, voir Moussala.
Ne pas confondre avec Steven Moussala, son frère.
Russel Morley Moussala, né le 17 janvier 1986 au Congo-Brazzaville, est un journaliste indépendant et auteur congolais.

## Parcours
Morley Moussala, très actif sur le champ médiatique congolais où il réalise régulièrement des publications,, il figure parmi les auteurs cités de l'Anthologie des 60 ans de la littérature congolaise (1953-2013), ce qui lui permit d'ailleurs d'entretenir des bons rapports avec l'écrivain Mabanckou jusqu'à devenir son assistant personnel,.
Photographe comme son frère Steven Lumière Moussala (en), son œuvre « L’assassin passe au journal télévisé de 20h » est sélectionnée pour le 5e Prix RFI Théâtre de 2018 après une première nomination en 2016 pour « Ça pète les plombs ».

## Ouvrages
- Russel Morley, ... Moussala, Le français dans tous ses états, Éditions Édilivre, impr. 2013 (ISBN 978-2-332-59909-4 et 2-332-59909-6, OCLC 880993808, lire en ligne)[8]